# Maurice Marchais
Maurice Marchais, né le 3 mai 1878 à Vannes (Morbihan) et décédé le 4 janvier 1945 dans la même ville, est un avocat et un homme politique français.

## Carrière politique
Élu conseiller municipal de la ville de Vannes en 1908 et conseiller général du Morbihan la même année, il se présente aux élections législatives de 1919 comme tête de liste de l'Union républicaine. Il l'emporte et est réélu en 1924. Il siège alors avec le groupe de la Gauche radicale.
En 1928, Maurice Marchais est battu dans la 1re circonscription de Vannes par l'abbé Jean-Marie Desgranges et ne se représente pas.
En 1933, Maurice Marchais se fait élire maire de Vannes. Rallié au général de Gaulle dès 1940, il traite publiquement le maréchal Pétain de « vieille ganache », ce qui lui vaut d'être révoqué de ses fonctions le 16 février 1941. Il prend alors la tête de la Résistance pour le Morbihan. Ses activités de résistant lui valent d'être arrêté le 18 février 1944. Libéré le 3 août suivant, il retrouve son poste de maire de Vannes sur décision du Comité départemental de la Libération mais meurt peu de temps après. Son décès, conséquence de ces six mois d'emprisonnement, lui vaut l'attribution du titre de « Mort pour la France ».
Il est inhumé à Vannes au cimetière de Boismoreau.

## Sources
- « Maurice Marchais », dans le Dictionnaire des parlementaires français (1889-1940), sous la direction de Jean Jolly, PUF, 1960 [détail de l’édition]